# Abu Francis
Abu Francis (Kumasi, 27 april 2001) is een Ghanees voetballer die sinds 2025 uitkomt voor Toulouse FC.

## Clubcarrière
Francis sloot zich op elfjarige leeftijd aan bij de Right to Dream Academy. In 2019 tekende hij bij de Deense eersteklasser FC Nordsjælland. In maart 2019 had hij al met de club gespeeld op de Viareggio Cup.  In de eerste groepswedstrijd tegen Empoli FC (3-3) scoorde hij het derde Deense doelpunt. Eerder was hij als Right to Dream-speler al eens uitverkozen tot beste speler van een J-League-toernooi in Japan.
Op 14 juli 2019 maakte hij zijn officiële debuut in het eerste elftal van Nordsjælland: op de openingsspeeldag gaf trainer Flemming Pedersen hem een basisplaats tegen AC Horsens (0-3-winst). In zijn debuutwedstrijd was hij meteen goed voor een assist. Een week later bood hij zijn landgenoot Isaac Atanga opnieuw een doelpunt aan, ditmaal tegen FC Midtjylland (2-1-verlies). Op de derde speeldag dwong hij tegen Esbjerg fB in de slotfase een strafschop af, waardoor Godsway Donyoh vanop de strafschopstip de 2-0 kon scoren.
In augustus 2022 ondertekende Francis een driejarig contract bij de Belgische eersteklasser Cercle Brugge. Begin mei 2024 tekende de Ghanees bij tot 2026.  Aan de start van het seizoen 2025/26 raakte bekend dat Francis de overgang zou maken naar Toulouse FC. 